# Chacrise
Chacrise és un municipi francès situat al departament de l'Aisne i a la regió dels Alts de França. L'any 2007 tenia 310 habitants.

## Demografia

### Població
El 2007 la població de fet de Chacrise era de 310 persones. Hi havia 120 famílies de les quals 24 eren unipersonals (4 homes vivint sols i 20 dones vivint soles), 44 parelles sense fills, 40 parelles amb fills i 12 famílies monoparentals amb fills.
La població ha evolucionat segons el següent gràfic:
Habitants censats

### Habitatges
El 2007 hi havia 154 habitatges, 122 eren l'habitatge principal de la família, 11 eren segones residències i 21 estaven desocupats. 151 eren cases i 3 eren apartaments. Dels 122 habitatges principals, 101 estaven ocupats pels seus propietaris, 18 estaven llogats i ocupats pels llogaters i 3 estaven cedits a títol gratuït; 4 tenien dues cambres, 11 en tenien tres, 23 en tenien quatre i 84 en tenien cinc o més. 92 habitatges disposaven pel capbaix d'una plaça de pàrquing. A 48 habitatges hi havia un automòbil i a 61 n'hi havia dos o més.

### Piràmide de població
La piràmide de població per edats i sexe el 2009 era:
| Homes | Edats   | Dones |
| ----- | ------- | ----- |
| 0     | 95 o +  | 0     |
| 0     | 90 a 94 | 0     |
| 0     | 85 a 89 | 4     |
| 0     | 80 a 84 | 4     |
| 4     | 75 a 79 | 8     |
| 4     | 70 a 74 | 4     |
| 4     | 65 a 69 | 0     |
| 16    | 60 a 64 | 12    |
| 8     | 55 a 59 | 8     |
| 28    | 50 a 54 | 12    |
| 12    | 45 a 49 | 16    |
| 12    | 40 a 44 | 8     |
| 8     | 35 a 39 | 20    |
| 4     | 30 a 34 | 4     |
| 8     | 25 a 29 | 20    |
| 24    | 20 a 24 | 16    |
| 8     | 15 a 19 | 12    |
| 0     | 10 a 14 | 8     |
| 8     | 5 a 9   | 12    |
| 0     | 0 a 4   | 4     |

## Economia
El 2007 la població en edat de treballar era de 214 persones, 152 eren actives i 62 eren inactives. De les 152 persones actives 140 estaven ocupades (78 homes i 62 dones) i 12 estaven aturades (4 homes i 8 dones). De les 62 persones inactives 24 estaven jubilades, 9 estaven estudiant i 29 estaven classificades com a «altres inactius».

### Ingressos
El 2009 a Chacrise hi havia 127 unitats fiscals que integraven 339,5 persones, la mediana anual d'ingressos fiscals per persona era de 18.905 €.

### Activitats econòmiques
Dels 6 establiments que hi havia el 2007, 1 era d'una empresa de fabricació d'altres productes industrials, 3 d'empreses de construcció, 1 d'una empresa de transport i 1 d'una empresa de serveis.
Dels 3 establiments de servei als particulars que hi havia el 2009, 1 era un taller de reparació d'automòbils i de material agrícola, 1 paleta i 1 lampisteria.

## Equipaments sanitaris i escolars
El 2009 hi havia una escola elemental.

## Poblacions més properes
El següent diagrama mostra les poblacions més properes.